# Maties Roca i Soler
Maties Roca i Soler (Manlleu, 1885 - Barcelona, 8 d'octubre de 1959) va ser un dels pioners en la construcció de radiadors a Espanya. És el fundador, juntament amb els seus germans, de l'empresa Roca, una de les multinacionals més importants amb seu a Catalunya.

## Biografia
Va néixer el 4 de novembre de 1885 en el si d'una família treballadora de Manlleu, on el seu pare tenia un taller de manyà. Fill de Pere Roca i Jané i Maria Soler i Serra, va estudiar als Germans de la Doctrina Cristiana.
El 5 de novembre de 1922 es va casar amb Francesca Formosa i Margarit. Al mateix any, ell i la seva dona se'n van anar a viure a una torre que es va construir a la rambla de Gavà. Als pocs anys de casar-se va tenir dues filles: la Maria, que va néixer el 24 de desembre de 1923, i la Teresa, que va néixer el 20 de setembre de 1925.
Maties Roca Soler va morir el 8 d'octubre de 1959 a l'edat de 74 anys.

## Trajectòria professional
. Als 13 anys, va deixar els estudis i el seu pare el posà d'aprenent al taller, on només hi romangué un any perquè el seu pare el va enviar a Barcelona en un taller on no tingués vincles familiars. Al primer lloc on va treballar va ser a la casa Pfeiffer com a ajustador a la secció de fabricació i muntatge de bombes i premses d'oli. Posteriorment va treballar en els tallers Oliva, Pinyol i Carné.
El 24 de juny de 1910 va morir el seu pare: Pere Roca -molt jove (encara no tenia els 60 anys) d'un càncer de pulmó. Això va fer que ell i els seus germans es plantegessin què feien amb el taller. Van voler fer un tomb al negoci del seu pare i emprendre camins nous. Volien crear quelcom que no tinguessin predecessors ni competidors, fer radiadors.
Després de moltes deliberacions, portades amb molt secret i prudència, acordaren que Maties i el seu germà Martí marxessin a l'estranger per esbrinar la tècnica per fer radiadors per després fer-los aquí.
Tot a punt, el dia 10 de març del 1913, acomiadaren els obrers i tancaren la porta del taller. A continuació Maties i Martí marxaren en direcció la frontera. Anaven de fàbrica en fàbrica, treballant on fos i per al que fos: fonedors, torners, ajustadors, de tot feren segons les circumstàncies es presentaven. L'essencial era veure coses i veure-les de prop i un cop vistes, a un altre lloc tot seguit.
Al desembre del 1913 arribaren de nou a Manlleu decidits a emprendre aquesta nova via. Malauradament els primers passos foren difícils. Prova rere prova constituïa un fracàs. Hi tornaren, amb una constància desesperada i finalment triomfaren i aconseguiren fer el primer radiador de l'estat espanyol.
Ben aviat el progrés de la indústria fou tal que no donaven l'abast. Per això volien augmentar la producció i traslladar-la a un lloc més comunicat, ja que moltes de les primeres matèries venien de l'estranger. L'any 1917 van començar les obres de la nova fàbrica que es construiria a Gavà. Un cop acabades les obres, ell i la seva família se'n van anar a viure a Gavà, prop de la fàbrica. El 1921 van decidir ampliar el negoci de la fabricació de radiadors. Començar la fabricació de banyeres i material esmaltat, plats de dutxa i aigüeres construint noves naus i nova maquinària. El 1929, l'empresa s'associa amb American Radiator Company esdevenint una empresa moderna amb el nom Roca Radiadores S.A.Amb l’entrada de l’empresa americana en l’accionariat, les línies de radiadors van passar a denominar-se Ideal. i els models de 4 i 6 tubs es van anomenar Ideal Classic.
Arribà el 19 de juliol de 1936, la fàbrica quedà en mans dels obrers i Maties i els seus germans marxaren cap a França, amagats a la bodega d'un vaixell francès que els va dur a Toló, des d'on va anar a París. Al cap de 3 mesos va arribar la resta de la seva família.
Mentre eren a París ell i els seus germans van idear nous projectes per a l'empresa. Imaginaren noves màquines i plantejaren reformes a la fàbrica.
A principis de 1938, va fer un viatge a l'Argentina per encàrrec de CNR "Compagnie National des radiateurs". Després de passar uns dies allí, va creure que tindria grans oportunitats per establir-se i construir una nova empresa. Tota la família es va traslladar a l'Argentina. Abans de començar la construcció va acabar la guerra a Espanya i van tornar a Gavà.
Quan van arribar a Gavà, la fàbrica havia estat bombardejada però la reconstrucció dels desperfectes va ser ràpida i van tornar a engegar el negoci.